# King of Bandit Jing
King of Bandit Jing (王ドロボウJING?, Ōdorobō JING) è un manga di Yuichi Kumakura serializzato dal 1995 al 2005 sulla rivista Comic Bom Bom di Kōdansha e in seguito raccolto in 14 volumi tankōbon.
Ne è stata tratta nel 2002 una serie televisiva anime di 13 episodi, prodotta da Studio Deen e diretta da Hiroshi Watanabe.

## Trama
La trama è composta per lo più da piccole storie che trattano la vita di un ragazzo bandito che si fa chiamare Jing, King of Bandits. Jing è accompagnato nelle sue avventure dall'amico pennuto Kir.

## Personaggi
- Jing (ジン Jin)

Doppiato da: Mitsuki Saiga
Jing è un ragazzo criminale che si autodefinisce il re dei banditi, ma la sua reputazione è solo quella di un piccolo bambino. Durante i suoi crimini, Jing ha un partner, nonché suo grande amico, che si chiama Kir. Ha avuto una dura infanzia come dimostrato in alcuni volumi della saga Twilight Tales.
- Kir (キール Kiiru)

Doppiata da: Ryusei Nakao
Kir è un uccello dal grande becco, partner e grande amico di Jing, che può usare una sfera di fuoco chiamata Kir Royale.
- Postino (キンジ Hirunokiko)

Doppiato da: Shin-ichiro Miki
Un postino che appare raramente.

## Media

### Manga
Il manga è composto da 14 tankōbon divisi in due diverse serie di 7 numeri ciascuna: la prima nota come King of Bandit Jing (王ドロボウJING?, Ōdorobō JING) e pubblicata dal 1995 al 1998, e la seconda dal titolo King of Bandit Jing: 2nd Round (KING OF BANDIT JING?), nota con il sottotitolo di Twilight Tales nei paesi anglosassoni, edita dal 1999 al 2005.
In Italia il manga è stato pubblicato dalla Play Press, che tuttavia non ha mai distribuito l'ultimo volume della seconda serie.

### Anime
La serie inizia il 15 maggio 2002 e finisce il 14 agosto 2002, a cura di Hiroshi Watanabe e lo Studio Deen ed è inedita in Italia.
| Nº | Titolo italiano Giapponese 「Kanji」 - Rōmaji                                                        | In onda        | In onda |
| Nº | Titolo italiano Giapponese 「Kanji」 - Rōmaji                                                        | Giapponese     |         |
| 1  | La capitale dei ladri 「ドロボウの都」 - Dorobō no miyako                                            | 15 maggio 2002 |         |
| 2  | La nave fantasma delle blu Hawaii 「ブルーハワイの幽霊船」 - Burūhawai no yūreibune                  | 22 maggio 2002 |         |
| 3  | Capitale Adonis del tempo - Parte 1 「時の都アドニス 前編」 - Toki no miyako adonisu (zenpen)        | 29 maggio 2002 |         |
| 4  | Capitale Adonis del tempo - Parte 2 「時の都アドニス 後編」 - Toki no miyako adonisu (kōhen)         | 5 giugno 2002  |         |
| 5  | La piccola ragazza di Color Town 「色彩都市の少女」 - Shikisaitoshi no shōjo                         | 12 giugno 2002 |         |
| 6  | L'eterna città Reviva - Parte 1 「不死の都リヴァイヴァ 前編」 - Fushi no miyako rivu~aivu~a (zenpen) | 19 giugno 2002 |         |
| 7  | L'eterna città Reviva - Parte 2 「不死の都リヴァイヴァ 後編」 - Fushi no miyako rivu~aivu~a kōhen    | 26 giugno 2002 |         |
| 8  | Bomba biologica Poruvuora 「爆弾生物ポルヴォーラ」 - Bakudan seibutsu poruvu~ōra                     | 3 luglio 2002  |         |
| 9  | Isola dell'esame Coco Oko 「調べの島ココ·オコ」 - Shirabe no shima koko· oko                         | 10 luglio 2002 |         |
| 10 | Lullaby di Poruvuora 「ポルヴォーラの子守歌」 - Poruvu~ōra no komori uta                             | 17 luglio 2002 |         |
| 11 | Zaza Masquerade Ball - Parte 1 「ザザの仮面舞踏会 前編」 - Zaza no kamenbudōkai (zenpen)             | 24 luglio 2002 |         |
| 12 | Zaza Masquerade Ball - Parte 2 「ザザの仮面舞踏会 中編」 - Zaza no kamenbudōkai (chūhen)             | 31 luglio 2002 |         |
| 13 | Zaza Masquerade Ball - Parte 3 「ザザの仮面舞踏会 後編」 - Zaza no kamenbudōkai (kōhen)              | 14 agosto 2002 |         |